# 1343
Il 1343 (MCCCXLIII in numeri romani) è un anno  del XIV secolo.

## Eventi
- 3 settembre - con la bolla In supremae dignitatis Papa Clemente VI istituzionalizza ufficialmente l'Università di Pisa. Sempre nello stesso anno con la bolla Atendentes Provide viene permesso agli ecclesiastici di frequentare gli studi
- 25 novembre - devastazione della repubblica amalfitana a causa di un violento maremoto

## Nati
- 24 giugno - Giovanna di Valois, principessa francese († 1373)
- 19 dicembre - Guglielmo I di Meißen, nobile tedesco († 1407)
- Maso degli Albizi, politico e militare italiano († 1417)
- Geoffrey Chaucer, scrittore e poeta inglese († 1400)
- Chōkei, imperatore giapponese († 1394)
- Giovanni Conversini, umanista e giurista italiano († 1408)
- Costanza d'Aragona, regina († 1363)
- Paolo Alboino della Scala, italiano († 1375)
- Keo Phim Fa, sovrano laotiano († 1438)
- Michele di Lando, politico italiano († 1401)
- Tommaso Mocenigo, politico, diplomatico e militare italiano († 1423)
- Thomas Percy, I conte di Worcester, nobile inglese († 1403)
- Sante da Urbino, religioso italiano († 1394)

## Morti
- 16 gennaio - Roberto d'Angiò, re (n. 1278)
- 23 marzo - Rodolfo IV di Neuchâtel, nobile svizzero (n. 1274)
- 9 aprile - Lombardo della Torre, arcivescovo cattolico italiano
- 29 maggio - Francesco I Manfredi, nobile italiano
- 2 giugno - Andrea Ghilini, cardinale e vescovo cattolico italiano
- 22 giugno - Aimone di Savoia, conte (n. 1291)
- 21 luglio - Bertoldo I d'Este, nobile italiano
- 23 settembre - Filippo III di Navarra, re (n. 1306)
- 26 settembre - Gastone II di Foix-Béarn, conte (n. 1308)
- 28 settembre - Gerard de Daumar, cardinale francese
- 15 dicembre - Hasan Kuçek, sovrano mongolo
- Yaakov ben Asher, religioso e teologo tedesco (n. 1269)
- Veera Ballala III, sovrano indiano (n. 1291)
- Beatrice d'Ungheria, principessa francese (n. 1290)
- Bettone Cini, politico italiano
- Guglielmo di Montlauzun, giurista francese
- Enrico I di Nassau-Siegen, nobile tedesco
- Okazaki Masamune, artigiano giapponese (n. 1264)
- Khun Phi Fa, sovrano laotiano
- Rinaldo II di Gheldria, conte (n. 1295)
- Tommaso da Orvieto, religioso italiano
- Corrado I Trinci, nobile italiano
- Volcmaro di Burgstall, nobile austriaco
- Anna d'Asburgo, religiosa austriaca (n. 1318)
- Agnese di Lindow-Ruppin, nobildonna tedesca (n. 1314)
- Guido di Lusignano, cavaliere medievale francese (n. 1316)
- Agnese di Orlamünde, religiosa tedesca
- Enrico II di Świdnica, duca boemo

## Calendario
| Calendario 1343 | Calendario 1343 | Calendario 1343 | Calendario 1343 | Calendario 1343 | Calendario 1343 | Calendario 1343 | Calendario 1343 | Calendario 1343 | Calendario 1343 | Calendario 1343 | Calendario 1343 | Calendario 1343 | Calendario 1343 | Calendario 1343 | Calendario 1343 | Calendario 1343 | Calendario 1343 | Calendario 1343 | Calendario 1343 | Calendario 1343 | Calendario 1343 | Calendario 1343 | Calendario 1343 | Calendario 1343 | Calendario 1343 | Calendario 1343 | Calendario 1343 | Calendario 1343 | Calendario 1343 | Calendario 1343 | Calendario 1343 | Calendario 1343 |
| --------------- | --------------- | --------------- | --------------- | --------------- | --------------- | --------------- | --------------- | --------------- | --------------- | --------------- | --------------- | --------------- | --------------- | --------------- | --------------- | --------------- | --------------- | --------------- | --------------- | --------------- | --------------- | --------------- | --------------- | --------------- | --------------- | --------------- | --------------- | --------------- | --------------- | --------------- | --------------- | --------------- |
|                 | 1               | 2               | 3               | 4               | 5               | 6               | 7               | 8               | 9               | 10              | 11              | 12              | 13              | 14              | 15              | 16              | 17              | 18              | 19              | 20              | 21              | 22              | 23              | 24              | 25              | 26              | 27              | 28              | 29              | 30              | 31              |                 |
| Gennaio         | Me              | Gi              | Ve              | Sa              | Do              | Lu              | Ma              | Me              | Gi              | Ve              | Sa              | Do              | Lu              | Ma              | Me              | Gi              | Ve              | Sa              | Do              | Lu              | Ma              | Me              | Gi              | Ve              | Sa              | Do              | Lu              | Ma              | Me              | Gi              | Ve              |                 |
| Febbraio        | Sa              | Do              | Lu              | Ma              | Me              | Gi              | Ve              | Sa              | Do              | Lu              | Ma              | Me              | Gi              | Ve              | Sa              | Do              | Lu              | Ma              | Me              | Gi              | Ve              | Sa              | Do              | Lu              | Ma              | Me              | Gi              | Ve              |                 |                 |                 |                 |
| Marzo           | Sa              | Do              | Lu              | Ma              | Me              | Gi              | Ve              | Sa              | Do              | Lu              | Ma              | Me              | Gi              | Ve              | Sa              | Do              | Lu              | Ma              | Me              | Gi              | Ve              | Sa              | Do              | Lu              | Ma              | Me              | Gi              | Ve              | Sa              | Do              | Lu              |                 |
| Aprile          | Ma              | Me              | Gi              | Ve              | Sa              | Do              | Lu              | Ma              | Me              | Gi              | Ve              | Sa              | Do              | Lu              | Ma              | Me              | Gi              | Ve              | Sa              | Do              | Lu              | Ma              | Me              | Gi              | Ve              | Sa              | Do              | Lu              | Ma              | Me              |                 |                 |
| Maggio          | Gi              | Ve              | Sa              | Do              | Lu              | Ma              | Me              | Gi              | Ve              | Sa              | Do              | Lu              | Ma              | Me              | Gi              | Ve              | Sa              | Do              | Lu              | Ma              | Me              | Gi              | Ve              | Sa              | Do              | Lu              | Ma              | Me              | Gi              | Ve              | Sa              |                 |
| Giugno          | Do              | Lu              | Ma              | Me              | Gi              | Ve              | Sa              | Do              | Lu              | Ma              | Me              | Gi              | Ve              | Sa              | Do              | Lu              | Ma              | Me              | Gi              | Ve              | Sa              | Do              | Lu              | Ma              | Me              | Gi              | Ve              | Sa              | Do              | Lu              |                 |                 |
| Luglio          | Ma              | Me              | Gi              | Ve              | Sa              | Do              | Lu              | Ma              | Me              | Gi              | Ve              | Sa              | Do              | Lu              | Ma              | Me              | Gi              | Ve              | Sa              | Do              | Lu              | Ma              | Me              | Gi              | Ve              | Sa              | Do              | Lu              | Ma              | Me              | Gi              |                 |
| Agosto          | Ve              | Sa              | Do              | Lu              | Ma              | Me              | Gi              | Ve              | Sa              | Do              | Lu              | Ma              | Me              | Gi              | Ve              | Sa              | Do              | Lu              | Ma              | Me              | Gi              | Ve              | Sa              | Do              | Lu              | Ma              | Me              | Gi              | Ve              | Sa              | Do              |                 |
| Settembre       | Lu              | Ma              | Me              | Gi              | Ve              | Sa              | Do              | Lu              | Ma              | Me              | Gi              | Ve              | Sa              | Do              | Lu              | Ma              | Me              | Gi              | Ve              | Sa              | Do              | Lu              | Ma              | Me              | Gi              | Ve              | Sa              | Do              | Lu              | Ma              |                 |                 |
| Ottobre         | Me              | Gi              | Ve              | Sa              | Do              | Lu              | Ma              | Me              | Gi              | Ve              | Sa              | Do              | Lu              | Ma              | Me              | Gi              | Ve              | Sa              | Do              | Lu              | Ma              | Me              | Gi              | Ve              | Sa              | Do              | Lu              | Ma              | Me              | Gi              | Ve              |                 |
| Novembre        | Sa              | Do              | Lu              | Ma              | Me              | Gi              | Ve              | Sa              | Do              | Lu              | Ma              | Me              | Gi              | Ve              | Sa              | Do              | Lu              | Ma              | Me              | Gi              | Ve              | Sa              | Do              | Lu              | Ma              | Me              | Gi              | Ve              | Sa              | Do              |                 |                 |
| Dicembre        | Lu              | Ma              | Me              | Gi              | Ve              | Sa              | Do              | Lu              | Ma              | Me              | Gi              | Ve              | Sa              | Do              | Lu              | Ma              | Me              | Gi              | Ve              | Sa              | Do              | Lu              | Ma              | Me              | Gi              | Ve              | Sa              | Do              | Lu              | Ma              | Me              |                 |